# Brittiska mästerskapet 1919/1920
Brittiska mästerskapet 1919/1920 var den 32:a säsongen av Brittiska mästerskapet i fotboll. 

## Tabell
| Nr | Lag       | S | V | O | F | GM | IM | MS | P |
| -- | --------- | - | - | - | - | -- | -- | -- | - |
| 1  | Wales     | 3 | 1 | 2 | 0 | 5  | 4  | +1 | 4 |
| 2  | Skottland | 3 | 1 | 1 | 1 | 8  | 6  | +2 | 3 |
| 2  | England   | 3 | 1 | 1 | 1 | 7  | 7  | 0  | 3 |
| 4  | Irland    | 3 | 0 | 2 | 1 | 3  | 6  | −3 | 2 |

## Matcher
|  | 25 oktober 1919 | Irland           | 1 – 1   | England      | Windsor Park |         |
|  |                 | Jimmy Ferris 70′ | (0 – 1) | 1′ Jack Cock | Belfast      | Belfast |
|  |                 |                  |         |              | Belfast      | Belfast |
|  |                 |                  |         |              | Belfast      | Belfast |

|  | 14 februari 1920 | Irland                        | 2 – 2 | Wales          | The Oval |         |
|  |                  | Jack McCandless Billy Emerson |       | ×2 Stan Davies | Belfast  | Belfast |
|  |                  |                               |       |                | Belfast  | Belfast |
|  |                  |                               |       |                | Belfast  | Belfast |

|  | 26 februari 1920 | Wales         | 1 – 1   | Skottland        | Ninian Park                                          |                                                      |
|  |                  | John Evans 5′ | (1 – 0) | 78′ Tommy Cairns | Cardiff Publik: 16 000 Domare: James Mason (England) | Cardiff Publik: 16 000 Domare: James Mason (England) |
|  |                  |               |         |                  | Cardiff Publik: 16 000 Domare: James Mason (England) | Cardiff Publik: 16 000 Domare: James Mason (England) |
|  |                  |               |         |                  | Cardiff Publik: 16 000 Domare: James Mason (England) | Cardiff Publik: 16 000 Domare: James Mason (England) |

|  | 13 mars 1920 | Skottland                                            | 3 – 0   | Irland | Celtic Park                                          |                                                      |
|  |              | Andrew Wilson 8′ Alan Morton 42′ Andy Cunningham 55′ | (2 – 0) |        | Glasgow Publik: 39 757 Domare: James Mason (England) | Glasgow Publik: 39 757 Domare: James Mason (England) |
|  |              |                                                      |         |        | Glasgow Publik: 39 757 Domare: James Mason (England) | Glasgow Publik: 39 757 Domare: James Mason (England) |
|  |              |                                                      |         |        | Glasgow Publik: 39 757 Domare: James Mason (England) | Glasgow Publik: 39 757 Domare: James Mason (England) |

|  | 15 mars 1920 | England        | 1 – 2 | Wales                     | Highbury |        |
|  |              | Charlie Buchan |       | Stan Davies Dick Richards | London   | London |
|  |              |                |       |                           | London   | London |
|  |              |                |       |                           | London   | London |

|  | 10 april 1920 | England                                                           | 5 – 4   | Skottland                                                | Hillsborough Stadium                                        |                                                             |
|  |               | Jack Cock 9′ Alf Quantrill 15′ Bob Kelly 57′, 73′ Fred Morris 67′ | (2 – 4) | 13′, 40′ Tom Miller 21′ Andrew Wilson 31′ Alex Donaldson | Sheffield Publik: 35 000 Domare: Thomas Dougray (Skottland) | Sheffield Publik: 35 000 Domare: Thomas Dougray (Skottland) |
|  |               |                                                                   |         |                                                          | Sheffield Publik: 35 000 Domare: Thomas Dougray (Skottland) | Sheffield Publik: 35 000 Domare: Thomas Dougray (Skottland) |
|  |               |                                                                   |         |                                                          | Sheffield Publik: 35 000 Domare: Thomas Dougray (Skottland) | Sheffield Publik: 35 000 Domare: Thomas Dougray (Skottland) |